# Nemastomella maarebensis
Nemastomella maarebensis is een hooiwagen uit de familie aardhooiwagens (Nemastomatidae). De originele naamcombinatie (protoniem) was Nemastoma maarebense Simon, 1913. Een volgende naamrecombinatie werd gepubliceerd als Nemastomella maarebensis (Simon, 1913) in Schönhofer 2013.